# Tim Witherspoon
Tim Witherspoon, född 27 december 1957 i Philadelphia, Pennsylvania, USA, är en amerikansk före detta professionell tungviktsboxare, världsmästare under två perioder, 1984 och 1986. 

## Boxningskarriär
Witherspoon var sparringpartner för Muhammad Ali när denne tränade inför de båda comeback-mötena med Larry Holmes och Trevor Berbick och gavs under denna tid, av Ali, smeknamnet "Terrible". År 1982 matchades Witherspoon mot Renaldo Snipes, som just hade gett mästaren Holmes en tuff match (och till och med haft Holmes i golvet), vilken han besegrade på poäng över 10 ronder och nu ansågs han mogen för en större utmaning. Och den kom, knappt ett år senare.
Den 20 maj 1983 fick Witherspoon ett första försök på en VM-titel då han mötte Larry Holmes i Las Vegas. Witherspoon, då fortfarande relativt okänd, utnyttjade sin besvärliga stil och naturlig fysisk styrka och kämpade tappert. Men han förlorade dock till sist matchen på poäng trots att en domare haft honom som segrare. Men Witherspoon hade orsakat uppståndelse med sin uppvisning och förväntningarna på en potentiellt lysande karriär skulle färga det han så småningom skulle åstadkomma. Senare under året poängbesegrade han Floyd Cummings, och vann sedan NABF-titeln (en nordamerikansk regional titel) efter en imponerande knockout på James Tillis i första ronden.

### Världsmästare - några månader
I december 1983 avstod Holmes sin WBC-titel hellre än att försvara den mot Greg Page, och valde att istället acceptera den nybildade organisationen IBF:s tungviktstitel. Witherspoon matchades då mot Page om den vakanta WBC-titeln den 9 mars 1984. Page, i ständigt bråk med promotorn Don King, dök upp överviktig och förlorade på poäng mot Witherspoon som nu kunde kalla sig världsmästare för första gången. Regeringstiden som mästare skulle dock bli kortvarig då han den 31 augusti samma år blev poängbesegrad via majoritetsbeslut av Pinklon Thomas i Las Vegas.

### Världsmästare igen
År 1985 återtog Witherspoon NABF-bältet med imponerande seger över James Broad i rond 2. Han behöll sedan bältet efter poängseger över James "Bonecrusher" Smith och efter ytterligare två snabba segrar över något svagare motstånd hade nu åter seglat upp som en aspirant på VM-titlarna. Den 17 januari 1986 mötte han så WBA-mästaren Tony Tubbs i Atlanta. I en oerhört jämn match kunde till sist Witherspoon vinna en poängseger via ett majoritetsbeslut efter 15 ronder (144-143, 143-143, 144-141) och var nu världsmästare för andra gången.
Witherspoons andra regeringstid som en tungviktsmästare gav honom en resa till London, England för att försvara sin titel mot den lokale hjälten Frank Bruno inför 60 000 fans. Efter en tuff match kunde Witherspoon, som blev bättre ju längre matchen led, till sist slå Bruno knockout i rond 11. För matchen fick Bruno en miljon pund från sin promotor. Witherspoon, som tilldelats lika mycket, fick till sist behålla mindre än 100 000 dollar efter Don Kings bokföring med "kreativa" avdrag.
Witherspoon skulle sedan gå en returmatch mot Tubbs, men Tubbs drog sig ur och istället hamnade han mot "Bonecrusher" Smith i ett returmöte på deras match från 1985. Witherspoon ansågs som klar favorit i matchen i Madison Square Garden 12 december 1986, men Smith kom ut aggressivt mot mästaren. Witherspoon fälldes tre gånger under loppet av 2:16 och matchen stoppades med Smith som vinnare på TKO i vad som av många (inklusive HBO:s Larry Merchant vid ringside) sågs som en monumental överraskning. Witherspoon har själv i senare intervjuer menat att detta var en match han aldrig ville gå och att han genom att förlora skulle kunna ta sig ur sin promotors (Don King) grepp och "börja om på nytt".

### Åren efter VM-matcherna
Efter förlusten av sin andra titel skulle Witherspoon också förlora år av stridande med Don King i domstol. Han undveks nu av de stora namnen inom boxningen och han gick nu i snitt ett par matcher per år, i varierande form. 
År 1993 kom en uppgörelse utanför domstol då Witherspoon betalades 1 miljon dollar av Don King. 1994 var så Witherspoon tillbaka i gammal god form och vann fem matcher i rad på knockout. 38 år gammal uppmärksammades han på nytt och fick TV-sända matcher mot bland andra Cruiserwikt-mästaren Al Cole och den kubanska amatör-legendaren Jorge Luis Gonzales, som han båda besegrade. Senare under året blev han matchad mot Ray Mercer men förlorade där ett omtvistat 10-ronders-beslut.

### Slutet
Efter denna förlust lade Witherspoon av, men bara ett år senare var han tillbaka men hade då förlorat mycket av sin kraft och bland andra Andrej Golota blev en av hans övermän. Överraskande nog kvicknade en 43-årig Witherspoon till under 2001 med tre fina vinster, en av dem mot den store syriern Ahmed Abdin, bara för att till sist bli utslagen av den hårtslående Lou Savarese i en match som bara gick till rond 5. 
En poängförlust mot Brian Nix i mars 2003 blev den sista matchen för Witherspoon som sedan lade handskarna på hyllan för gott.

## Efter aktiva karriären
Tim bor nu i ett område runt Philadelphia i Pennsylvania där han tränar boxare, däribland sin son Tim Witherspoon Jr. Han har också tränat före detta mästaren i Lätt tungvikt Clinton Woods i Storbritannien.

### Webbsidor
- Witherspoon på boxrec.com